# Лех (Познань)
Лех Познань (пол. KKS Lech Poznań) — професійний футбольний клуб з міста Познань, Польща.

## Історія

### 1920—1945: початок

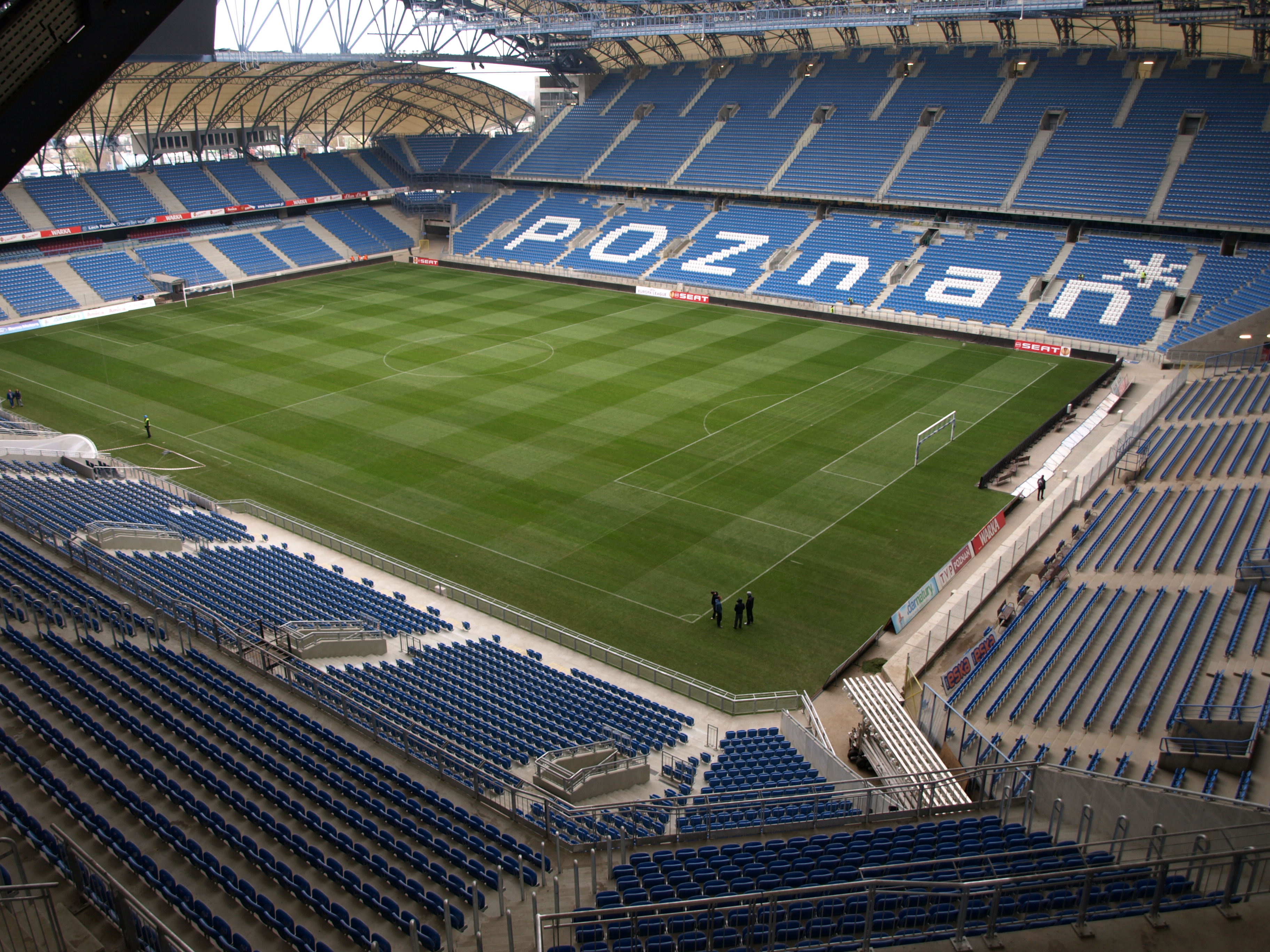
Стадіон «Лех»-вигляд з трибуни

У серпні 1920 року група молодих активістів Католицької асосіації молоді вирішила відділитися і створити власний футбольний клуб. Офіційно клуб «Лех» був зареєстрований 19 березня 1922 року. Першою офіційною назвою клубу було Towarzystwo Sportowe Liga Dębiec. Клуб починав в лізі С і першу свою гру провів у травні 1922 року. А у вересні того року отримав своє футбольне поле на вулиці Гжибова.
У 1928 році клуб підвищився до класу В, а ще за чотири роки команда піднялася до класу А, де на той час грали сильніші команди регіону. З цього дивізіону був прямий шлях до Першого національного дивізіону. Але подальшому прогресу клуба завадила Друга світова війна. У 1945 році незабаром після закінчення війни спортивні функціонери зробили «Лех» першим клубом у місті.

### 1947—1979: падіння «Леха»
У 1947 році Польський футбольний союз (PZPN) вирішив створити перший національний дивізіон (Ekstraklasa). Спочатку «залізничників» (пол. Kolejorz, популярне прізвизько клубу) не допустили до вищого дивізіону. Але клуб подав апеляцію і на спеціальному засіданні PZPN було прийняте рішення про допуск «Леха» до Екстракласи.
Сезон 1957 року став найгіршим в історії команди і «Лех» посівши останнє місце був переведений до другого дивізіону. На той час у клубі грали такі футболісти як Теодор Аніола, Едмунд Бялас та Генрік Чапчик, які сформували тріо, відоме як АВС. Аніола три сезони поспіль (1949—1951) був кращим бомбардиром чемпіонату Польщі.
«Лех» повернувся до вищого дивізіону лише у 1961 році. Але затримався там ненадовго і за два роки знову опустився у нижчі ліги. У 1972 році клуб повернувся до Екстракласи. У 1976 році головним тренером команди став Єжи Копа, який вже в 1978 році привів познанський клуб до третього місця в національному чемпіонаті і першого в історії клубу виходу в єврокубки. Перший досвід «Леха» в єврокубках був негативний. Команда у першому ж раунді поступилася німецькому «Дуйсбургу».

### 1980—1993: золотий вік клубу

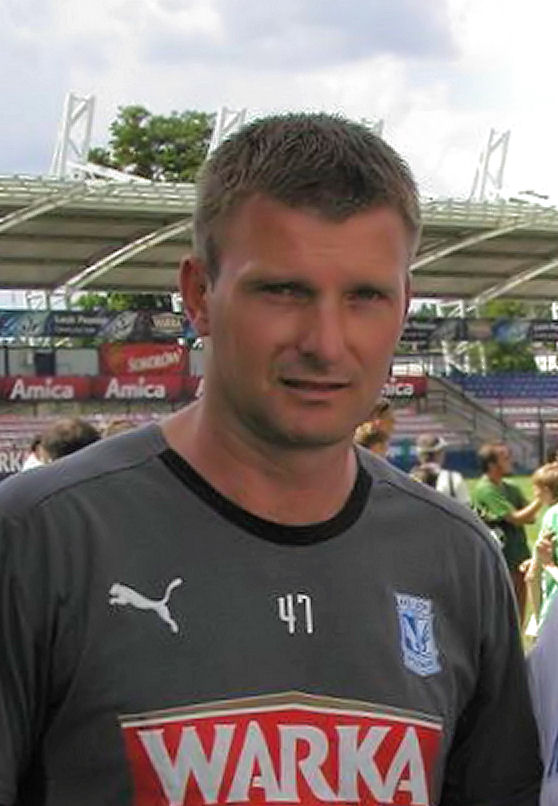
Анджей Юсковяк — чемпіон Польщі та кращий бомбардир 1990 року

У 1980 році прихід у команду тренера Войцеха Лазарека мав ключове значення в історії «Леха». Вже в тому ж році «Лех» вперше в історії вийшов у фінал національного Кубка, де поступився столичній «Легії». Але за два роки клуб з Познані тріумфував у фіналі, перемігши «Погонь».
1983 і 1984 роки увійшли в історію клуби як перші чемпіонські сезони. Також «Лех» як чемпіон Польщі дебютував у розіграші Кубка чемпіонів УЄФА. Але обидва рази поляки вилітали вже з першого раунду. Суперниками «Леха» були такі європейські гранди як «Атлетік» з Більбао та англійський «Ліверпуль».
У 1988 році «Лех» знову став володарем кубка, залізничники у фіналі перемогли варшавську «Легію». А в другому раунді Кубка володарів кубків «Барселона», яку на той момент тренував Йоган Кройф тільки в серії пенальті змогла здолати польський клуб.
Єжи Копа повернувся до клубу в 1990 році і втретє привів «Лех» до чемпіонського титулу. Нападник клуба Анджей Юсковяк став кращим бомбардиром чемпіонату, забивши 18 голів.

### 1994— дотепер: нові розчарування та успіхи

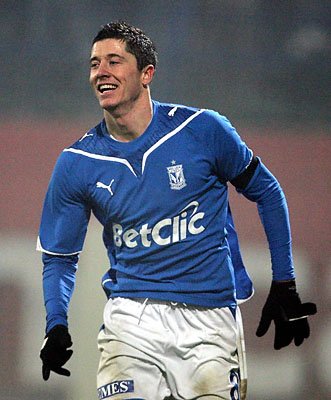
Роберт Левандовський — забив 32 голи в 58 матчах за «Лех» (2008—2010)

Після чемпіонських сезонів 1993 та 1995 років, у 2000 році «Лех» вилітає до першого дивізіону. І тільки доклавши чималих зусиль футболісти та тренери змогли втримати команду від подальшого падіння.
До Екстракласи «Лех» повернувся у 2003 році. Але перші сезони після повернення команда головні зусилля направила на те, щоб забезпечити стабільність результатів.
У 2006 році до команди прийшов тренер Францишек Смуда, який сформував склад майбутнього чемпіона, де головною зіркою став нападник Роберт Левандовський.
У 2009 році «Лех» посів третє місце в чемпіонаті та виграв кубок Польщі. Того ж року Смуду, який перейшов у національну збірну, змінив Яцек Зелінський, який за рік привів «Лех» до шостого в історії чемпіонського титулу. А форвард клубу Левандовський став кращим бомбардиром чемпіонату. Восени того року «Лех» вперше в історії зумів пробитися до групового раунду Ліги Європи, де посів друге місце, випередивши італійський «Ювентус» та австрійський «Зальцбург».

## Стадіон
Домашньою ареною клубу є «Муніципальний стадіон», на якому проводилися матчі Чемпіонату Європи 2012. Після реконструкції, закінченої у 2010 році, кількість глядачів на стадіоні була збільшена до 45 600.

## Досягнення
- Чемпіонат Польщі:
  - Чемпіон (9): 1983, 1984, 1990, 1992, 1993, 2010, 2015, 2022, 2025
  - Срібний призер (3): 2013, 2014, 2020
  - Бронзовий призер (7): 1949, 1950, 1978, 2009, 2017, 2018, 2023
- Кубок Польщі:
  - Володар (5): 1982, 1984, 1988, 2004, 2009
  - Фіналіст (6): 1980, 2011, 2015, 2016, 2017, 2022
- Суперкубок Польщі:
  - Володар (6): 1990, 1992, 2004, 2009, 2015, 2016
  - Фіналіст (5): 1983, 1988, 2010, 2022, 2025
- Кубок Екстракласи: 1977

## Єврокубки
| Турнір                                             | М  | В  | Н  | П  | ГЗ  | ГП  |
| -------------------------------------------------- | -- | -- | -- | -- | --- | --- |
| Кубок Європейських чемпіонів / Ліга чемпіонів УЄФА | 24 | 10 | 1  | 13 | 27  | 38  |
| Ліга Європи УЄФА / Кубок УЄФА                      | 64 | 26 | 16 | 22 | 89  | 71  |
| Кубок володарів кубків УЄФА                        | 8  | 4  | 2  | 2  | 10  | 7   |
| Всього                                             | 96 | 40 | 19 | 37 | 126 | 116 |

Останнє оновлення: 4 серпня 2017

### Список офіційних міжнародних матчів
| Сезон   | Змагання                     | Раунд         |                      | Клуб                   | ДМ  | ВМ  | Σ             |
| ------- | ---------------------------- | ------------- | -------------------- | ---------------------- | --- | --- | ------------- |
| 1978-79 | Кубок УЄФА                   | 1Р            | Німеччина            | Дуйсбург               | 2:5 | 0:5 | 2:10          |
| 1982-83 | Кубок володарів кубків УЄФА  | 1Р            | Ісландія             | Вестманнаейя           | 3:0 | 1:0 | 4:0           |
| 1982-83 | Кубок володарів кубків УЄФА  | 2Р            | Шотландія            | Абердин                | 0:1 | 0:2 | 0:3           |
| 1983-84 | Кубок європейських чемпіонів | 1Р            | Іспанія              | Атлетик Більбао        | 2:0 | 0:4 | 2:4           |
| 1984-85 | Кубок європейських чемпіонів | 1Р            | Англія               | Ліверпуль              | 0:1 | 0:4 | 0:5           |
| 1985-86 | Кубок УЄФА                   | 1Р            | Німеччина            | Боруссія Менхенгладбах | 0:2 | 1:1 | 1:3           |
| 1988-89 | Кубок володарів кубків УЄФА  | 1Р            | Албанія              | Фламуртарі             | 1:0 | 3:2 | 4:2           |
| 1988-89 | Кубок володарів кубків УЄФА  | 2Р            | Іспанія              | Барселона              | 1:1 | 1:1 | 2:2 (4:5 пен) |
| 1990-91 | Кубок європейських чемпіонів | 1Р            | Греція               | Панатінаїкос           | 3:0 | 2:1 | 5:1           |
| 1990-91 | Кубок європейських чемпіонів | 2Р            | Франція              | Марсель                | 3:2 | 1:6 | 4:8           |
| 1992-93 | Ліга чемпіонів УЄФА          | 1Р            | Латвія               | Сконто                 | 2:0 | 0:0 | 2:0           |
| 1992-93 | Ліга чемпіонів УЄФА          | 2Р            | Швеція               | ІФК Гетеборг           | 0:3 | 0:1 | 0:4           |
| 1993-94 | Ліга чемпіонів УЄФА          | 1Р            | Ізраїль              | Бейтар Єрусалим        | 3:0 | 4:2 | 7:2           |
| 1993-94 | Ліга чемпіонів УЄФА          | 2Р            | Росія                | Спартак Москва         | 1:5 | 1:2 | 2:7           |
| 1999-00 | Кубок УЄФА                   | КВ            | Латвія               | Металургс Лієпая       | 3:1 | 2:3 | 5:4           |
| 1999-00 | Кубок УЄФА                   | 1Р            | Швеція               | ІФК Гетеборг           | 1:2 | 0:0 | 1:2           |
| 2004-05 | Кубок УЄФА                   | 2К            | Росія                | Терек                  | 0:1 | 0:1 | 0:2           |
| 2008-09 | Кубок УЄФА                   | 1К            | Азербайджан          | Хазар-Ленкорань        | 4:1 | 1:0 | 5:1           |
| 2008-09 | Кубок УЄФА                   | 2К            | Швейцарія            | Грассгоппер            | 6:0 | 0:0 | 6:0           |
| 2008-09 | Кубок УЄФА                   | 1Р            | Австрія              | Аустрія                | 4:2 | 1:2 | 5:4           |
| 2008-09 | Кубок УЄФА                   | ГР            | Франція              | Нансі                  | 2:2 |     |               |
| 2008-09 | Кубок УЄФА                   | ГР            | Росія                | ЦСКА Москва            |     | 1:2 |               |
| 2008-09 | Кубок УЄФА                   | ГР            | Іспанія              | Депортіво              | 1:1 |     |               |
| 2008-09 | Кубок УЄФА                   | ГР            | Нідерланди           | Феєнорд                |     | 1:0 | 3-ій в Гр. H  |
| 2008-09 | Кубок УЄФА                   | 1/16          | Італія               | Удінезе                | 2:2 | 1:2 | 3:4           |
| 2010-11 | Ліга Європи УЄФА             | СР            | Україна              | Дніпро                 | 0:0 | 0:1 | 0:1           |
| 2010-11 | Ліга Європи УЄФА             | ГР            | Англія               | Манчестер Сіті         | 3:1 | 1:3 |               |
| 2010-11 | Ліга Європи УЄФА             | ГР            | Італія               | Ювентус                | 1:1 | 3:3 |               |
| 2010-11 | Ліга Європи УЄФА             | ГР            | Австрія              | Ред Булл Зальцбург     | 2:0 | 1:0 | 2-й в Гр. A   |
| 2010-11 | Ліга Європи УЄФА             | 1/16          | Португалія           | Брага                  | 1:0 | 0:2 | 1:2           |
| 2012-13 | Ліга Європи УЄФА             | 1К            | Казахстан            | Жетису                 | 2:0 | 1:1 | 3:1           |
| 2012-13 | Ліга Європи УЄФА             | 2К            | Азербайджан          | Хазар-Ленкорань        | 1:0 | 1:1 | 2:1           |
| 2012-13 | Ліга Європи УЄФА             | 3К            | Швеція               | АІК                    | 1:0 | 0:3 | 1:3           |
| 2013-14 | Ліга Європи УЄФА             | 1К            | Фінляндія            | Гонка                  | 2:1 | 3:1 | 5:2           |
| 2013-14 | Ліга Європи УЄФА             | 2К            | Литва                | Жальгіріс              | 2:1 | 0:1 | 2:2 (ч)       |
| 2014-15 | Ліга Європи                  | 1К            | Естонія              | Нимме Калью            | 3:0 | 0:1 | 3:1           |
| 2014-15 | Ліга Європи                  | 2К            | Ісландія             | Стьярнан               | 0:0 | 0:1 | 0:1           |
| 2015-16 | Ліга чемпіонів               | 2К            | Боснія і Герцеговина | Сараєво                | 1:0 | 2:0 | 3:0           |
| 2015-16 | Ліга чемпіонів               | 3К            | Швейцарія            | Базель                 | 1:3 | 0:1 | 1:4           |
| 2015-16 | Ліга Європи УЄФА             | Раунд плей-оф | Угорщина             | Відеотон               | 3:0 | 1:0 | 4:0           |
| 2015-16 | Ліга Європи УЄФА             | Група I       | Португалія           | Белененсеш             | 0:0 | 0:0 | 3-тє місце    |
| 2015-16 | Ліга Європи УЄФА             | Група I       | Швейцарія            | Базель                 | 0:1 | 0:2 | 3-тє місце    |
| 2015-16 | Ліга Європи УЄФА             | Група I       | Італія               | Фіорентіна             | 0:2 | 2:1 | 3-тє місце    |
| 2017–18 | Ліга Європи УЄФА             | 1К            | Північна Македонія   | Пелістер               | 4–0 | 3–0 | 7–0           |
| 2017–18 | Ліга Європи УЄФА             | 2К            | Норвегія             | Гаугесун               | 2–0 | 2–3 | 4–3           |
| 2017–18 | Ліга Європи УЄФА             | 3К            | Нідерланди           | Утрехт                 | 2–2 | 0–0 | 2–2 (ч)       |
| 2022-23 | Ліга чемпіонів               | 1К            | Азербайджан          | Карабах                | 1–0 | 1–5 | 2–6           |
| 2022-23 | Ліга конференцій             | 2К            | Грузія               | Динамо Батумі          | 5-0 | 1-1 | 6-1           |
| 2022-23 | Ліга конференцій             | 3К            | Ісландія             | Вікінгур               | 4-1 | 0-1 | 4-2           |
| 2022-23 | Ліга конференцій             | Раунд плей-оф | Люксембург           | Ф91 Дюделанж           | 2-0 | 1-1 | 3-1           |
| 2022-23 | Ліга конференцій             | Груповий етап | Іспанія              | Вільярреал             | 3-0 | 3-4 | 2-ге місце    |
| 2022-23 | Ліга конференцій             | Груповий етап | Австрія              | Аустрія                | 4-1 | 1-1 | 2-ге місце    |
| 2022-23 | Ліга конференцій             | Груповий етап | Ізраїль              | Хапоель Беер-Шева      | 0-0 | 1-1 | 2-ге місце    |
| 2022-23 | Ліга конференцій             | 1/16          | Норвегія             | Буде-Глімт             | 1-0 | 0-0 | 1-0           |
| 2022-23 | Ліга конференцій             | 1/8           | Швеція               | Юргорден               | 2-0 | 3-0 | 5-0           |
| 2022-23 | Ліга конференцій             | 1/4           | Італія               | Фіорентина             | 1-4 | 3-2 | 4-6           |
| 2023-24 | Ліга конференцій             | 2К            | Литва                | Кауно Жальгіріс        | 3-1 | 1-2 | 4-3           |
| 2023-24 | Ліга конференцій             | 3К            | Словаччина           | Спартак Трнава         | 2-1 | 1-3 | 3-4           |

## Склад
Станом на 10 лютого 2024
| №  | Поз. | Нац.       | Гравець                                 |
| -- | ---- | ---------- | --------------------------------------- |
| 2  | ЗХ   | Португалія | Жоель Перейра                           |
| 3  | ЗХ   | Швеція     | Алекс Дуглас                            |
| 5  | ЗХ   | Швеція     | Еліас Андерссон                         |
| 7  | ПЗ   | Португалія | Афонсо Соуза                            |
| 8  | ПЗ   | Іран       | Алі Голізаде                            |
| 9  | НП   | Швеція     | Мікаель Ісхак (капітан)                 |
| 10 | НП   | Швеція     | Патрик Волемарк (в оренді з «Феєнорда») |
| 11 | НП   | Фінляндія  | Даніель Гоканс                          |
| 15 | ЗХ   | Польща     | Міхал Гургул                            |
| 16 | ПЗ   | Хорватія   | Антоніо Милич                           |
| 17 | НП   | Польща     | Філіп Шимчак                            |
| 18 | ЗХ   | Польща     | Бартош Саламон                          |
| 19 | НП   | Норвегія   | Бріан Фіабема                           |
| 20 | ЗХ   | США        | Іан Гоффманн                            |

| №  | Поз. | Нац.                 | Гравець             |
| -- | ---- | -------------------- | ------------------- |
| 21 | ПЗ   | Боснія і Герцеговина | Діно Хотич          |
| 22 | ПЗ   | Польща               | Радослав Муравський |
| 23 | ЗХ   | Словенія             | Міха Блажич         |
| 24 | ПЗ   | Польща               | Філіп Ягєлло        |
| 25 | ЗХ   | Швеція               | Філіп Дагерстоль    |
| 30 | ПЗ   | Грузія               | Ніка Квеквескірі    |
| 31 | ВР   | Польща               | Матеуш Мендрала     |
| 33 | ВР   | Польща               | Матеуш Прухнєвський |
| 35 | ВР   | Польща               | Філіп Беднарек      |
| 41 | ВР   | Польща               | Бартош Мрозек       |
| 44 | ЗХ   | Польща               | Алан Червінський    |
| 50 | ПЗ   | Кот-д'Івуар          | Адріель Ба Луа      |
| 56 | ПЗ   | Польща               | Корнел Лісман       |
| 90 | НП   | Польща               | Артур Собєх         |

### В оренді
| №  | Поз. | Нац.   | Гравець                                                           |
| -- | ---- | ------ | ----------------------------------------------------------------- |
| 28 | ЗХ   | Польща | Філіп Боровський (в оренді у «Варті» (Познань) до 30 червня 2024) |
| 43 | ПЗ   | Польща | Антоні Козубаль (в оренді у ГКС (Катовиці) до 30 червня 2024)     |

| №  | Поз. | Нац.   | Гравець                                                                     |
| -- | ---- | ------ | --------------------------------------------------------------------------- |
| 74 | ПЗ   | Польща | Якуб Антчак (в оренді у клубі «Одра» (Ополе) до 30 червня 2024)             |
|    | ВР   | Польща | Кшиштоф Бонковський (в оренді у клубі «Радом'як» (Радом) до 30 червня 2024) |

### Закріплені номери
- 9 —  Пйотр Рейсс — нападник (1994–98, 2002–08, 2012–13)
- 12 — номер, закріплений за вболівальниками клубу, має назву «12-й гравець»

## Відомі гравці
| - Роберт Левандовський - Анджей Юсковяк - Богдан Бутко - Володимир Костевич - Северин Ганцарчик | - Томаш Кендзьора - Лукаш Фабіанський - Єжи Бженчек - Кароль Лінетти - Тамаш Кадар |

## Дружба і суперництво

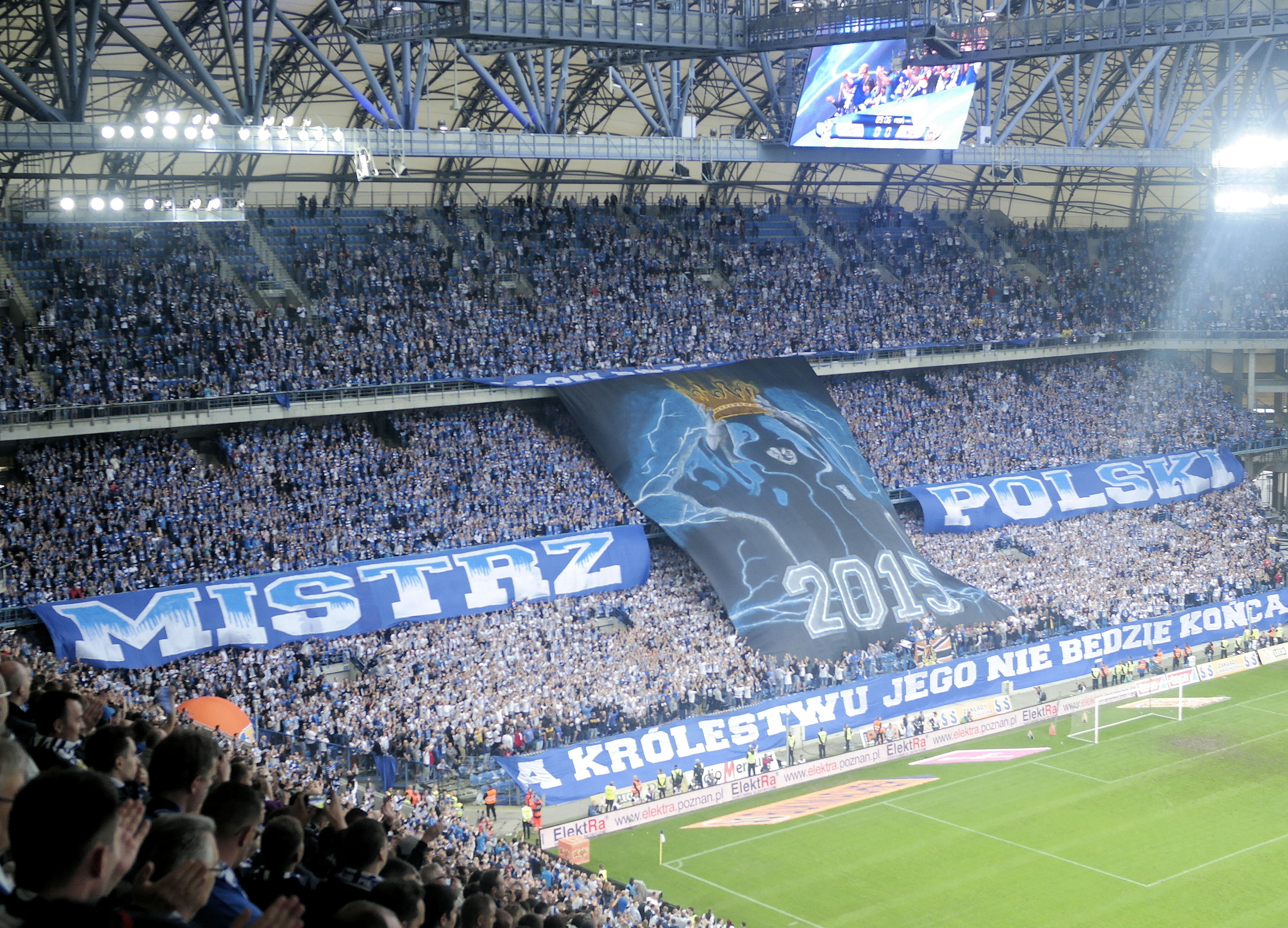
Фанати «Леха» у чемпіонському сезоні 2014/15

Понад десять років фанати «Леха» підтримують дружні відносини з фанатами клубів «Арка» і «Краковія». Часто ці стосунки називають Великою Тріадою (пол. Wielka Triada). Також присутні деякі особисті контакти з представниками Фратрії московського «Спартака».
Найбільш принциповий суперник — варшавська «Легія», протистояння з якою має назву «Польське дербі». Також принциповий характер носять матчі проти краківської «Вісли», «Лехії» та «Шльонська» через дружбу фанатів «Леха» з фанатами «Арки» та «Краковії».
Відносини з земляками з познанської «Варти» здебільшого нейтральні, тому що більший період історії клуби грали в різних дивізіонах.